# Palais d'hiver Branicki
Pour l’article homonyme, voir Palais d'Hiver.
Le palais d'hiver Branicki  est un bâtiment classé de la ville de Bila Tserkva en Ukraine.

## Historique
Il fut construit en 1796 pour la  famille Branicki. Il est sur deux étages en style classique avec un portique à quatre colonnes. Il fut utilisé comme musée privé de la famille Branicki puis comme siège du parti communiste, comme hôpital par les allemands entre 1941 et 1944. De 44 à 49 comme hôpital pour les prisonniers de guerre ; en 1956 il est classé par le gouvernement comme monument. Il est actuellement une école de musique et utilisé pour les archives.

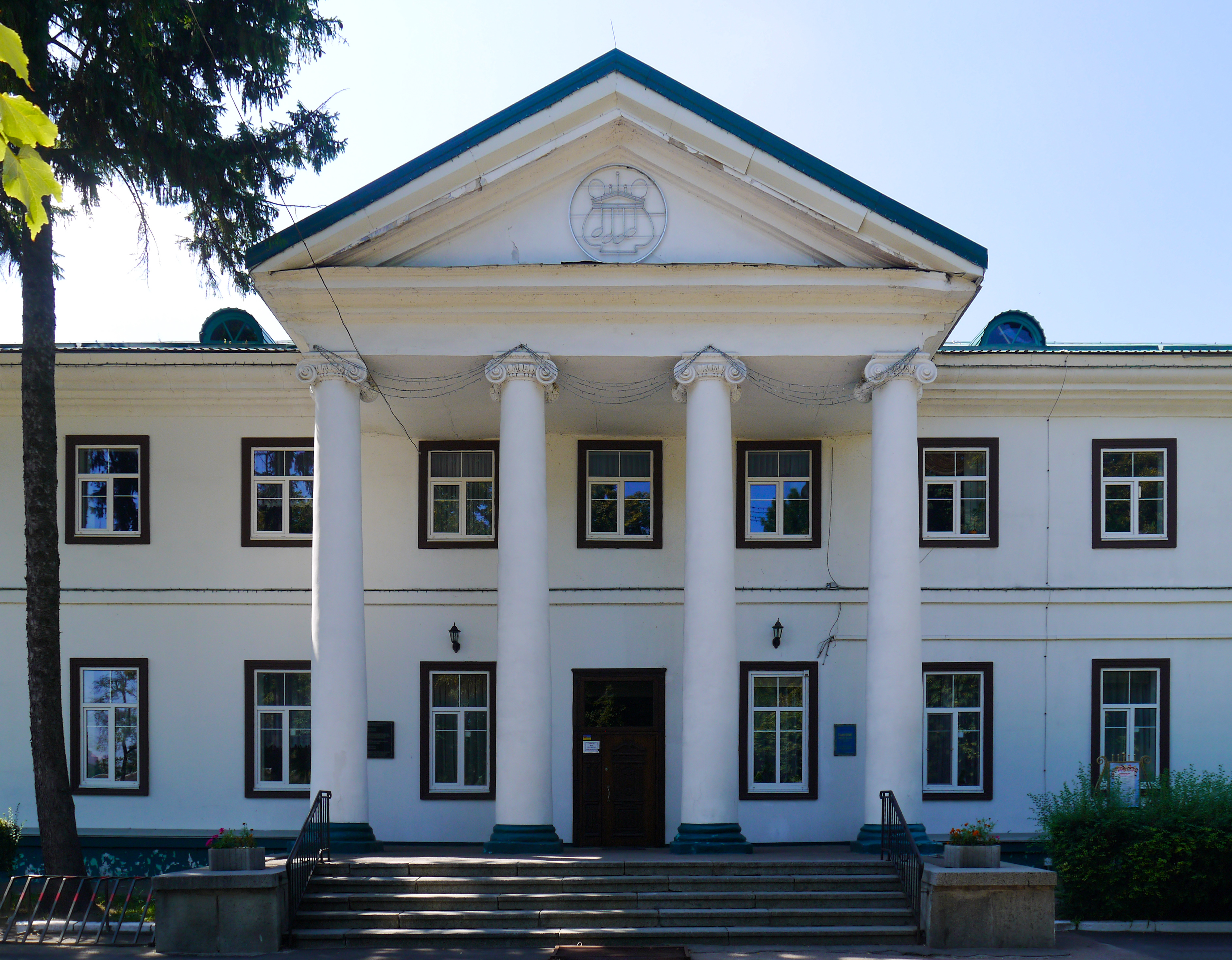
Son portique ionique,
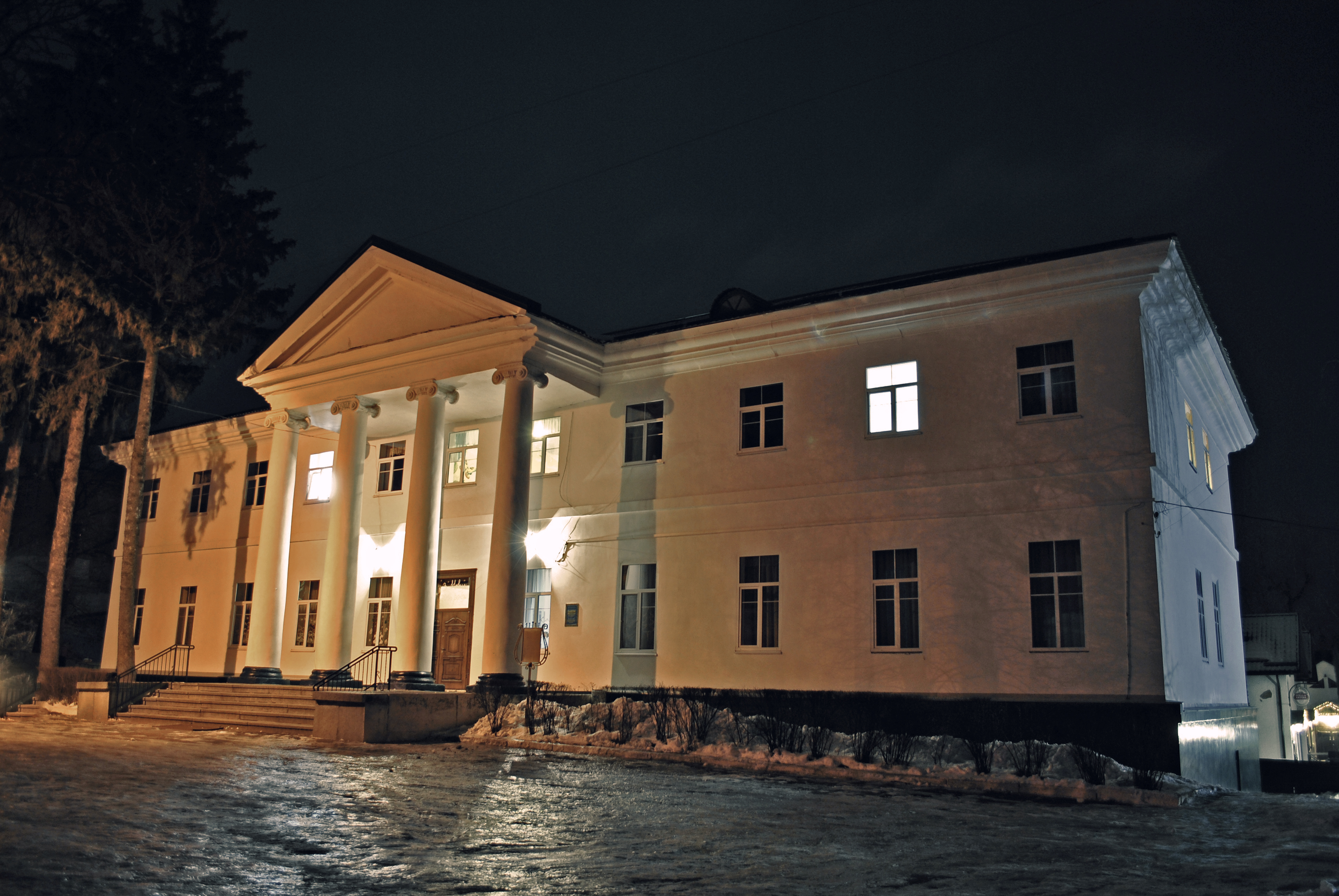
nuitamment,
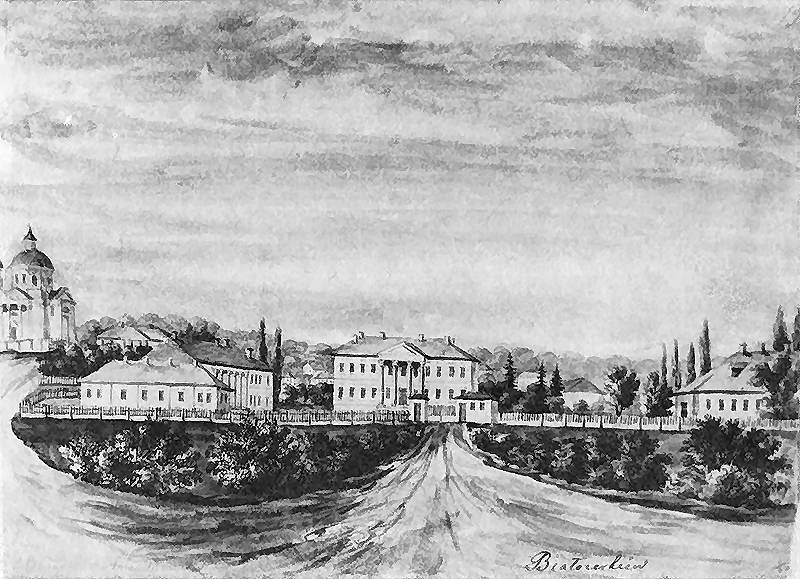
dessiné par Napoleon Orda,
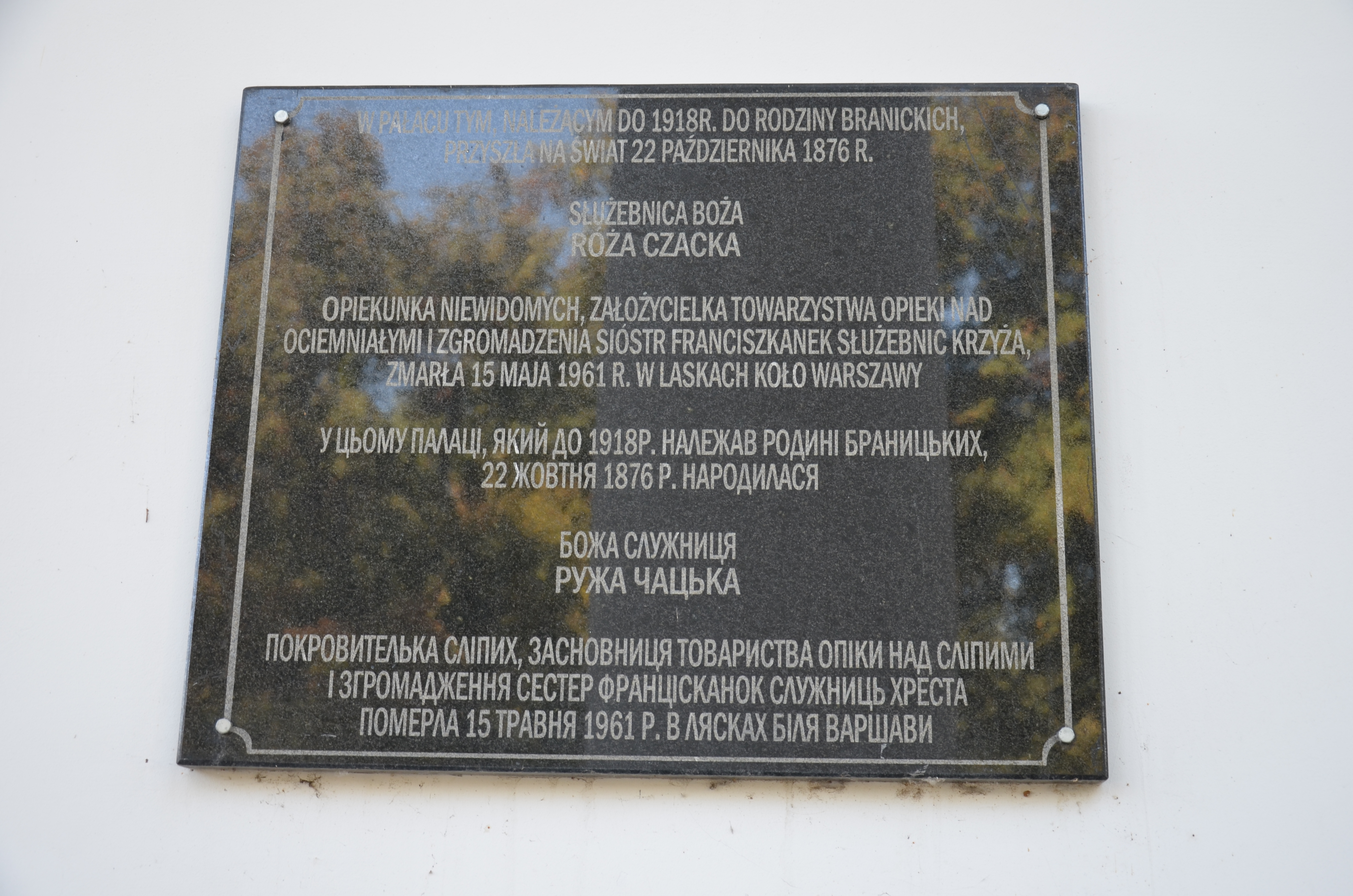
plaque en hommage à Róża Czacka classé[2].